# Rio Cărpinei
O Rio Cărpinei é um rio da Romênia, afluente do Motru, localizado no distrito de Gorj.